# Diecéze irkutská svatého Josefa
Diecéze irkutská svatého Josefa (rusky Епархия Святого Иосифа в Иркутске) je římskokatolická diecéze na území Ruska se sídlem v Irkutsku a katedrálou sv. Josefa. Je součástí moskevské církevní provincie, vznikla v roce 1999 jako apoštolská administratura Východní Sibiř, roku 2002 se stala diecézí. Jde o jednu z územně nejrozsáhlejších diecézí, její teritorium je jen o málo menší než evropský kontinent. Jejím současným biskupem je Cyryl Klimowicz.